# Зейтц, Фредерик
Фредери́к Зейтц (англ. Frederick Seitz, 4 июля 1911, Сан-Франциско, США — 2 марта 2008, Нью-Йорк, США) — американский физик, один из пионеров физики твёрдого тела.
Бывший президент Рокфеллеровского университета. В 1962—1969 годах являлся президентом Национальной академии наук США, член Академии с 1951 года.

## Биография
Родился 4 июля 1911 года в Сан-Франциско, США. В 1932 году окончил Стэнфордский университет с дипломом бакалавра. В 1934 году получил диплом доктора философии в Принстоне под руководством Юджина Вигнера.

## Научные достижения
Совместно со своим руководителем Юджином Вигнером предложил одну из первых квантовых теорий кристаллов. Разработал несколько концепций физики твёрдого тела, в частности ячейку Вигнера — Зейтца.

## Борьба с климатическими соглашениями
Зейтц был противником теории антропогенного воздействия на изменение климата. Он стал одним из организаторов так называемой «Орегонской петиции», призывающей правительство США отказаться от Киотского протокола и аналогичных соглашений. Текст петиции гласит:

Не существует убедительных научных доказательств того, что антропогенный выброс углекислого газа, метана или других парниковых газов вызывает или может в обозримом будущем вызвать катастрофическое нагревание атмосферы Земли и разрушение её климата. Более того, имеются существенные научные доказательства того, что увеличение содержания углекислого газа в атмосфере оказывает множество благоприятных эффектов на природную среду обитания растений и животных на Земле.
Оригинальный текст (англ.)There is no convincing scientific evidence that human release of carbon dioxide, methane, or other greenhouse gasses is causing or will, in the foreseeable future, cause catastrophic heating of the Earth's atmosphere and disruption of the Earth's climate. Moreover, there is substantial scientific evidence that increases in atmospheric carbon dioxide produce many beneficial effects upon the natural plant and animal environments of the Earth.

На сайте петиции утверждается, что её подписало более 31 тысячи американских учёных, однако в петиции отсутствует какой-либо механизм верификации подписантов, и в их списке присутствуют имена поп-звёзд (например, Джери Халлиуэлл) и вымышленных персонажей (например, из телесериала «МЭШ» и вселенной «Звёздных войн»). Национальная академия наук США, которую Зейтц возглавлял с 1962 по 1969 годы, выпустила специальное заявление о своей непричастности к этому документу, который был выпущен в оформлении, копирующем издания трудов академии.

## Награды
- 1965 — Медаль Франклина
- 1970 — Медаль Комптона, Американский институт физики
- 1973 — Национальная научная медаль США
- 1978 — Медаль Джеймса Мэдисона
- 1983 — Премия Вэнивара Буша
- 1993 — Von Hippel Award[нем.]

## Названы в его честь
- Ячейка Вигнера — Зейтца